# Interseccionismo

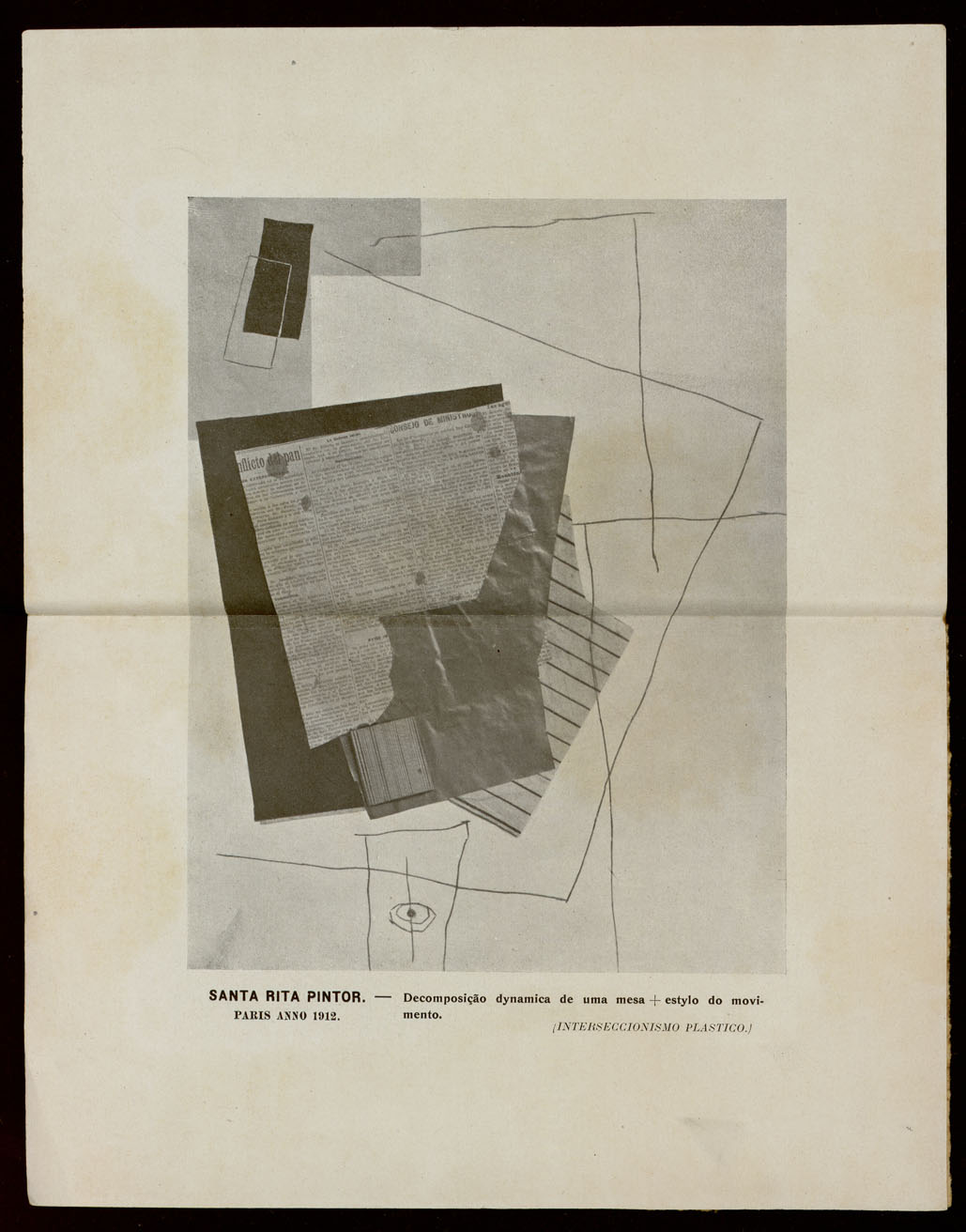
Santa-Rita Pintor,
"INTERSECCIONISMO PLÁSTICO", "Decomposição dynamica de uma mesa + estylo do movimento" (1912), colagem reproduzida no nº 2 da revista Orpheu, em Junho de 1915.

O Interseccionismo caracteriza-se pelo entrecruzamento de planos que se cortam — intersecção de percepções e de sensações, sendo um processo criativo usado pelos pintores futuristas. Influenciado por esta escola, em 1914 Fernando Pessoa iniciou um movimento literário de vanguarda que designou Interseccionismo. 
"Chuva Oblíqua, poemas interseccionistas de Fernando Pessoa", com data de 8 de Março de 1914, publicada no segundo número da revista Orpheu, em Junho de 1915, é geralmente apontada como representativa do Interseccionismo, embora este processo criativo enforme boa parte da obra pessoana, incluindo a dos heterónimos Álvaro de Campos e Bernardo Soares. 
Contudo, esta foi uma corrente literária efémera no percurso pessoano, entre 1913 e 1915, precedida pelo Paulismo e substituída pelo Sensacionismo. Em 1915, Fernando Pessoa desistiu do Interseccionismo como movimento de vanguarda, considerando que não era uma corrente estética, mas apenas um processo de criação literária. 

## O Interseccionismo como corrente literária
Segundo Fernando Guimarães, no Interseccionismo encontra-se "o desdobramento possível de imagens vindas do exterior ou da nossa consciência, de proveniência visual ou auditiva, de experiências reais ou de sonho, etc.". Este processo permite criar "registos ou séries imagísticas objetivamente diferentes mas devidamente ordenados".
Num apontamento não datado, Fernando Pessoa eleborou uma lista de obras segundo a corrente estética, em que considerava interseccionistas as obras de Mário de Sá-Carneiro: A Confissão de Lúcio, Dispersão, Céu em Fogo e Indícios de Ouro; de Alfredo Pedro Guisado: Distância e Escadaria; e do próprio Fernando Pessoa: Episódios, Teatro Estático e o Livro do Desassossego."

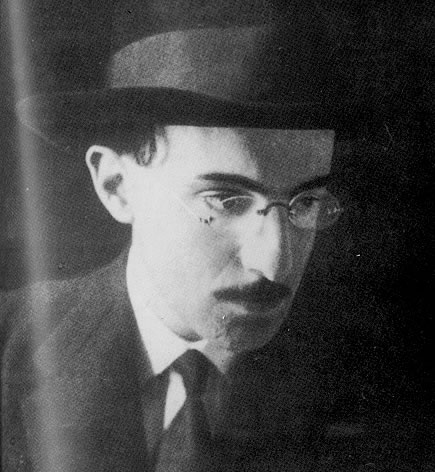
Fernando Pessoa em 1914.

Numa carta para o editor inglês Frank Palmer, Fernando Pessoa propunha publicar em Inglaterra um suplemento da revista Orpheu, que descreve como "uma revista de todas as espécies de literatura superior, de um quase-futurismo a que nós chamamos aqui interseccionismo". Pessoa planeou lançar esta corrente literária através de uma revista onde publicaria um "Manifesto do Interseccionismo", mas numa carta para o amigo e poeta Armando Côrtes-Rodrigues, escreveu em 4 de Outubro de 1914: 
"Em vez de uma revista interseccionista, contendo o manifesto e obras nossas, decidimos (e v., estou certo, concordará), para evitar possíveis fiascos e não se poder continuar a revista, etc., e, ao mesmo tempo, ficar coisa mais escandalosa e definitiva, fazer aparecer o interseccionismo, não em uma revista nossa, mas em umm volume, uma Antologia do Interseccionismo. Seria este mesmo o título."
Nesta "Antologia do Interseccionismo", nunca editada, Pessoa pensava publicar o "Manifesto (Ultimatum, aliás)" e obras de Mário de Sá-Carneiro, de Armando Côrtes-Rodrigues, de Alfredo Pedro Guisado, de Álvaro de Campos, e "O Interseccionismo explicado aos inferiores. (É aquela explicação do Interseccionismo por meio de gráficos que, uma vez, na Brasileira, lhe deliniei. Recorda-se?)". No rascunho de uma carta para o amigo e poeta  Côrtes-Rodrigues, de 21 de Novembro de 1914, Pessoa escreveu: "O Interseccionismo é, primeiro, uma aproximação de outra gente, um chinfrim de escola assumida por mim, vindo cair sobre mim os sibilados da dos outros".
Após a publicação do primeiro número da revista Orpheu, em Março de 1915, e do consequente escândalo literário que causou, Fernando Pessoa escreveu uma carta, em 4 de Junho de 1915, ao director do Diário de Notícias, assinando Álvaro de Campos, "engenheiro e poeta sensacionista", na qual protestava contra uma crítica publicada dias antes no jornal:
"A atitude principal do futurismo é a Objectividade Absoluta, a eliminação, da arte, de tudo quanto é alma, quanto é sentimento, emoção, lirismo, subjectividade em suma. O futurismo é dinâmico e analítico por excelência. Ora se há coisa que [seja] típica do Interseccionismo (tal é o nome do movimento português) é a subjectividade excessiva, a síntese levada ao máximo, o exagero da atitude estática. «Drama estático», mesmo, se intitula uma peça, inserta no 1.º número do Orpheu, do sr. Fernando Pessoa. E o tédio, o sonho, a abstracção são as atitudes usuais dos poetas meus colegas naquela brilhante revista.
A César o que é de César. Aos Interseccionistas, chame-se interseccionistas. Ou chame-se-lhes paúlicos, se se quiser. Esse termo, ao menos, caracteriza-os, distinguindo-os de outra qualquer escola. Englobar os colaboradores do Orpheu no futurismo é nem sequer saber dizer disparates, o que é lamentabilíssimo".

## O Interseccionismo como processo criativo
Segundo Heitor Gomes Teixeira, o "interseccionismo em Pessoa é muito mais do que um poema ou um projecto de poesia, intersecções são fundamentalmente os seus heterónimos, a consciência aguda que teve de que era possível e era necessário, não já dividir-se em duplo, como na 'Chuva Oblíqua', mas principalmente orientar-se em planos múltiplos que incessantemente se foram desdobrando noutros planos. Percepcioná-los como simultaneidade de incidências de espaço e tempo, só mais tarde o entendeu com o Sensacionismo, que veio a fundir as atitudes paulista e interseccionista".
"Mas não poderá ficar o Interseccionismo como cousa esquisita a sério (segundo manifesto) e, assim, a antologia também? — ver isto". Fernando Pessoa manifesta a sua dúvida em relação a esta corrente literária, prometendo rever a sua posição, que considera uma fraqueza passageira. No citado rascunho, ele reconhece que "podia e ia dominar o desejo intenso e infantil de 'lançar o interseccionismo'.":
"Hoje, ao tomar de vez a decisão de ser Eu, de viver à altura do meu mister, e, por isso, de desprezar a ideia do reclame, e plebeia sociabilização de mim, do Interseccionismo, reentrei de vez, de volta da minha viagem de impressões pelos outros, na posse plena do meu Génio e na divina consciência da minha Missão. Hoje só me quero tal qual meu carácter nato quer que eu seja, e meu Génio, com ele nascido, me impõe que eu não deixe de ser.
Atitude por atitude, escolher a mais nobre, a mais alta e a mais calma. Pose por pose, a pose de ser o que sou.
Nada de desafios à plebe, nada de girândolas para o riso ou a raiva dos inferiores. A superioridade não se mascara de palhaço; é de renúncia e de silêncio que se veste.
O último rastro de influência dos outros no meu carácter cessou com isto. Recobrei — ao sentir que podia e ia dominar o desejo intenso e infantil de 'lançar o interseccionismo' — a tranquila posse de mim.
Um raio hoje deslumbrou-me de lucidez. Nasci."
Noutra carta, de 19 de Janeiro de 1915, para o amigo Côrtes-Rodrigues, colaborador da revista Orpheu, Pessoa considera serem insinceras as "cousas feitas para fazer pasmar" e também as "que não contêm uma fundamental ideia metafísica". "E por isso não são sérios os Paúis, nem o seria o Manifesto interseccionista de que uma vez lhe li trechos desconexos. Em qualquer destas composições a minha atitude para com o público é a de um palhaço. Hoje sinto-me afastado de achar graça a esse género de atitude". Num  destes trechos, Pessoa descreve o Interseccionismo como: 

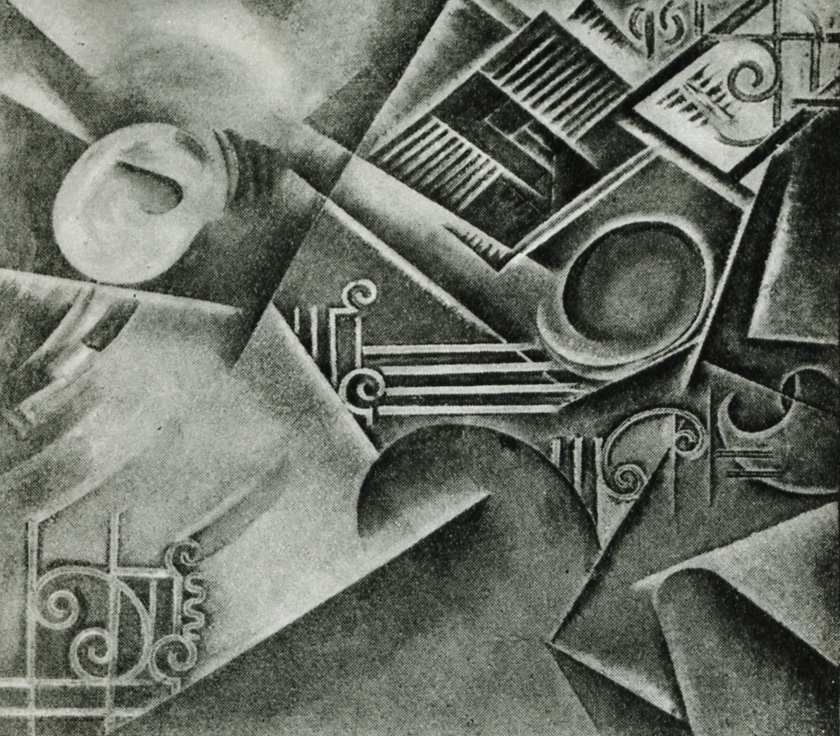
Santa-Rita Pintor,
"Perspetiva dinâmica de um quarto ao acordar",
óleo sobre tela (1912) reproduzido na revista
PORTUGAL FUTURISTA em Novembro de 1917.

"a) intersecção duma paisagem com um estado de alma, concebido como tal.
b) intersecção duma paisagem com um estado de alma que consiste num sonho.
c) intersecção duma paisagem com outra paisagem (simbólica esta dum estado de alma — como, por exemplo, "dia de sol" de alegria).
d) intersecção duma paisagem consigo própria, operando nela divisão o estado de alma de quem a contempla. Por exemplo: cheio de tristeza contemplo uma paisagem; essa paisagem tem, a par de detalhes alegres, detalhes tristes; espontaneamente o meu espírito escolhe os detalhes tristes (é claro que, em certos estados de tristeza pode escolher os detalhes alegres, mas isso vem a dar no mesmo para a demonstração). Assim dou aos detalhes tristes da paisagem uma importância exagerada; eles passam a formar como que uma segunda paisagem sobreposta ao conjunto da outra, da paisagem real, ou na sua totalidade, ou no seu conjunto menos os detalhes exagerados. Aqui o meu estado de espírito deixa de ser sentido como interior, como paisagem interior mesmo, para ser sentido apenas como perturbação da paisagem exterior".
Em 1915, Fernando Pessoa desistiu definitivamente do Interseccionismo que, na citada carta de 19 de Janeiro, considerou uma "quase-blague". Em breve, o escritor iniciava um novo movimento literário, o Sensacionismo, que substituiu o Interseccionismo:
"Passou de mim a ambição grosseira de brilhar por brilhar, e essa outra, grosseiríssima, e de um plebeísmo artístico insuportável, de querer épater. Não me agarro já à ideia do lançamento do Interseccionismo com ardor ou entusiasmo algum. É um ponto que neste momento analiso e reanaliso a sós comigo. Mas, se decidir lançar essa quase-blague, será já, não a quase-blague que seria, mas outra cousa. Não publicarei o Manifesto «escandaloso». O outro — aquele dos gráficos — talvez. A blague só um momento, passageiramente, a um mórbido período transitório, de grosseria (felizmente incaracterística), me pôde agradar ou atrair. Será talvez —  penso — lançar essa corrente como corrente, mas não com fins meramente artísticos, mas, pensando esse acto a fundo, como uma série de ideias que urge atirar para a publicidade para que possam agir sobre o psiquismo nacional, que precisa [de ser] trabalhado e percorrido em todas as direcções por novas correntes de ideias e emoções que nos arranquem à nossa estagnação."
Mais tarde, ao enviar "um pequeno números de poemas" seus para o editor londrino Harold Monro, Pessoa escreveu na carta que os acompanhava: "Devo acrescentar que o termo 'interseccionista', aplicado aos poemas, não serve para distinguir uma escola ou corrente, como 'futurista' ou 'imagista', mas é uma mera definição do processo, pois nesses poemas foi minha intenção registar, em intersecção, a simultaneidade mental de uma imagem objectiva e subjectiva, tal como o quarto onde o sonhador está e as imagens que o seu sonho contém".